# Frihamnsdepån
Frihamnsdepån är en av SL:s bussdepåer, belägen i frihamnsområdet på Gärdet i Stockholm.  Anläggningen, som ritats av BBH Arkitekter & Ingenjörer togs i bruk år 2010.
Den från depån utgående busstrafiken i Stockholms innerstad och Lidingö utförs av Keolis Sverige på uppdrag av Stockholms läns landsting, trafikförvaltningen.